# 田村耕太郎
田村 耕太郎（たむら こうたろう、1963年7月23日 - ）は、日本の元政治家。元参議院議員（2期）。
義父は新日本海新聞社社主、グッドヒル社長を務めた吉岡利固。

## 経歴

### 学歴・職歴
鳥取県鳥取市出身。
鳥取市立遷喬小学校、鳥取市立北中学校、鳥取県立鳥取西高等学校、早稲田大学商学部卒業、慶應義塾大学大学院経営管理研究科経営管理専攻修士課程修了（MBA課程）。在学中にフランス高等経営大学院（HEC-ISA）に交換留学。
山一證券に新入社員として入社すると、企業買収・合併担当に抜擢され、1990年から1991年に全社で営業成績第1位となった。その実績で企業派遣留学生として選抜され、イェール大学大学院（国際経済学科・開発経済学科）修士課程を修了し経済学修士、デューク大学ロースクール（証券規制・会社法専攻）を修了し法学修士を取得。またベルギーのブリュッセル自由大学にて単位取得。イェール時代の指導教官は浜田宏一だった。
その後新日本海新聞社に入社し、取締役編集局長などを経て、系列紙の大阪日日新聞取締役社長に就任。37歳での社長就任は新聞協会加盟紙で最年少だったが、夕刊紙だった同紙を朝刊紙として再生させた。
以後、オックスフォード大学上級管理者養成プログラム、ハーバード大学ケネディスクール危機管理プログラム・国際金融プログラム・国際安全保障プログラム、スタンフォード大学ビジネススクールEコマースプログラム、スイスバンキングスクール（現・スイス金融研究所）国際資産管理プログラム、東京大学エグゼクティブプログラム（8期）を修了し、中欧国際商工学院（上海）顧問やシンガポール国立大学リー・クアンユー公共政策大学院フェローも務めた。また、デューク大学ロースクールでは在学中に特別講師を、慶應義塾大学大学院法学研究科でも非常勤講師を務めた他、エール大学シニアフェロー、ハーバード大学フェロー、ペンシルベニア大学ウォートン経営大学院ウォートンフェローも歴任。後に、日本の政治家として初めてハーバード・ビジネス・スクールのケース（事例）となり、授業内講演を行った。

### 政界への転身
1998年、第18回参議院議員通常選挙の鳥取県選挙区より無所属で出馬。自民党現職の坂野重信に挑んで10万1403票を獲得するも、2万6682票差で落選。
1999年、鳥取県知事選挙に出馬。西尾邑次知事の事実上の後継候補である片山善博に挑んで12万5618票を獲得するも、8万3539票差で落選。
2000年に第42回衆議院議員総選挙の鳥取1区より無所属で出馬。自民党現職の石破茂に挑み6万2811票を獲得するも、2万8352票差で落選。
2002年、坂野重信参議院議員死去に伴う参議院鳥取県選挙区補欠選挙では自民党本部によって擁立されるが、それに反発した坂野系の自民党鳥取県議が中心となって元鳥取県議会議長であった藤井省三を候補を擁立し、自民党本部と坂野系の自民党鳥取県議が対立。自民党系無所属として選挙戦を戦って9万274票を獲得し、3712票差の僅差で藤井を破り、4度目の選挙で初当選して政界入りをする。
政界入り前のこれらの選挙戦において義父がオーナーであり鳥取県内のシェア約80%である日本海新聞の記者職在職のまま、選挙戦予定候補として署名記事を書き続けたことで、公職選挙法で禁止されている事前活動の疑いがあるとして問題となった。
参院選当選後に自民党に入党し、橋本派に所属。
2004年の第20回参議院議員選挙では自民党公認候補として立候補し、民主党候補の土屋正秀を相手に再選。
2006年、内閣府大臣政務官（経済財政政策、金融、再チャレンジ）に就任。
2008年自民党総裁選挙ではかつて自身が戦った地元選出の石破茂の推薦人に名前を連ねた。
2009年6月、自民党鳥取県連が公募をしたが田村以外の応募がなかったため、次回参院選の公認候補として申請する動きを固めていた。しかし自民党が8月の第45回衆議院議員総選挙で惨敗し、翌9月に政権交代、下野する事となり、県連は信任投票を行って公認候補を決定する方針を示した。田村はブログで「自民党員に支持されていないと選挙にならないというが、大いなる時代錯誤」「今の自民党でも支持するような人たちが信任する候補者が無党派の心をつかめるだろうか」と県連の信任投票を批判した。田村の批判に対して「無党派層を取り込まなければ勝てないとの主張は理解できるが、 党員の支持がいらないとの趣旨の発言は公認候補としては不適切」などの意見が鳥取県連青年部を中心に出たため、鳥取県連は信任投票取り止めの代わりとして田村に対して信任投票批判のコラムの削除と謝罪を要求する事態となり、田村と自民党鳥取県連との関係が悪化した。

### 自民党離党と民主党入り
2009年12月、自民党から離党。これは、自民党の下野後で初めての自民党現職国会議員の離党として注目された。自民党を離党した理由として、自民党の国会での審議拒否戦術や、経済政策の不一致をあげた。
2010年2月、小沢一郎民主党幹事長と会談を経て、自身の経済政策の考え方を与党に反映させるためとして民主党へ入党。その際、Twitterで「入党なう」とつぶやいた。これにより民主党は参議院で社民党を除いても半数超えを達成、以後の政権運営に与える影響も少なくないと予想されたため、大きな話題となり、「（小沢の）甘い水に誘われて自民党議員が次々と切り崩されていく可能性は高い」といった見方もあったが、この後2012年12月まで続いた民主党政権において、現職の国会議員が自民党を離れて民主党に移籍したのは、田村が最初にして最後の例だった。
民主党は2010年参院選鳥取県選挙区で坂野重信の孫娘である坂野真理を擁立することが決まっていたため、鳥取県選挙区ではかつて自身が戦った坂野重信の孫娘を支援しつつ、自身は比例区からの当選を目指すことになった。
2010年7月、第22回参議院議員通常選挙では、自身のゆかりのある大阪府や東京都と有力支援者から紹介された九州などでも支援を求めつつ、地元の鳥取県を最も重視して選挙戦を戦って6万688票を獲得したが、民主党比例代表の当選ラインである10万票余りには及ばず落選。また鳥取県選挙区では、田村の後任として公募を勝ち抜いた自民党新人の浜田和幸が坂野を敗って勝利した。田村の離党・民主党入りが、とかく内紛続きだった自民党県連を「反田村」で一致団結させ、結束強化につながったことが背景にあるとの皮肉な見方もなされている。しかしその浜田も後に離党し、連立与党の国民新党に参加したことで民主党政権に協力することとなった。

### 落選後
その後はランド研究所で唯一の日本人研究員となり、執筆・講演活動などを行なう他、インドで衣料ビジネスを立ち上げるなどしている。現在はシンガポールに居に構え、国立シンガポール大学リークワンユー公共政策大学院で兼任教授として日本の政府・民間のリーダー向けのエグゼクティブプログラムを主催し、アジアで活躍する日本人リーダーの育成に励む。2015年から世界的な金融・経済シンクタンクであるミルケン・インスティテュートの初の日本人フェローとなり、世界のリーダーと日本の橋渡し役となっている。

## 人物像
趣味は、キックボクシングとラテンダンス。ファッションにおいては派手なスーツやネクタイを着用することが多く、議員時代は自身のウェブサイトで毎日のコーディネートを紹介していた。高校時代の同期に田子譲治がいる。日本版政府投資会社の設立を提唱し、ディスカッションに参加している。

## 所属していた団体・議員連盟
- 速やかな政策実現を求める有志議員の会
- 日韓議員連盟
- 北京オリンピックを支援する議員の会
- 国際連帯税創設を求める議員連盟
- 神道政治連盟国会議員懇談会

## 著書
- 『もし日本がひとつの会社だったら―「日本経営」進化への提言―』 (エベイユ 2010年6月 ISBN 443414667X)
- 『君は、こんなワクワクする世界を見ずに死ねるか!?』（マガジンハウス 2012年6月 ISBN 4838724462）
- 『君は、世界を迎え撃つ準備ができているか?』（中経出版 2012年12月 ISBN 4806145734）
- 『田村耕太郎の世界で戦う君のための世界経済入門 (別冊宝島) 』（宝島社 2013年2月 ISBN 480020769X）
- 『君は、世界がうらやむ武器を持っている』（大和書房 2013年3月 ISBN 4479793828）
- 『君に、世界との戦い方を教えよう 「グローバルの覇者をめざす教育」の最前線から (現代ビジネスブック) 』（講談社 2013年3月 ISBN 4062952076）
- 『世界のエリートはなぜ歩きながら本を読むのか? 』（マガジンハウス 2013年4月 ISBN 4838725299）
- 『頭に来てもアホとは戦うな!』（朝日新聞出版 2014年7月 ISBN 4022511982）